# Costin Grigore Borc
Costin Grigore Borc (ur. 7 maja 1965 w Bukareszcie) – rumuński ekonomista i menedżer, od 2015 do 2017 wicepremier i minister gospodarki.

## Życiorys
W 1989 ukończył inżynierię elektryczną na Uniwersytecie Politechnicznym w Bukareszcie. Magisterium (1997) i doktorat (2001) z zakresu ekonomii uzyskiwał na University of Wisconsin-Madison, na którym w latach 1995–2000 pracował jako nauczyciel akademicki. Wcześniej, w latach 1991–1994, był asystentem przewodniczącego partii PNȚCD do spraw politycznych i ekonomicznych. Od 1998 do 1999 zajmował stanowisko szefa kancelarii premiera Radu Vasile i jego głównego doradcy do spraw gospodarczych. Od 2000 do 2015 zawodowo związany z Lafarge, francuskim koncernem produkującym materiały budowlane, m.in. kierował oddziałami tego przedsiębiorstwa Serbii i Rumunii.
W listopadzie 2015 w technicznym rządzie, na czele którego stanął Dacian Cioloș, objął stanowiska wicepremiera oraz ministra gospodarki. Zakończył urzędowanie w styczniu 2017.